# 镇宁布依族苗族自治县
镇宁布依族苗族自治县，简称镇宁县，是中国贵州省安顺市下辖的自治县，位于贵州西南部，距贵州省会贵阳130千米，有高速公路连通贵阳与镇宁之间。国土面积1709平方公里，辖15乡(镇)，365村，居住着布依、汉、苗、仡佬、回等21个民族。世界闻名著名的黄果树瀑布就坐落在镇宁县境内，人们以“瀑乡”代指镇宁。

## 历史
古为夜郎国领地，元代始置镇宁州。
- 1913年改镇宁州为镇宁县
- 1949年11月21日镇宁解放，29日成立县人民政府，隶属于安顺专署
- 1956年划入黔南布依族苗族自治州管辖
- 1958年关岭、镇宁两县合并为镇宁县，复归安顺行署管辖
- 1961年两县分开复置
- 1963年9月11日，成立镇宁布依族苗族自治县

## 地理

### 位置
地理坐标为东经105°35′10″——106°0′50″，北纬25°25′19″——26°10′32″。全县总面积1709.42平方千米，南北最长83公里，东西最宽为34公里。县政府所在地城关镇距省会贵阳市122公里，距安顺市27公里。

### 地形地貌
地势北高南低，坡度变化较大。县境东北部的茅草坡山主峰为全县最高点，海拔1678米，南端良田乡北盘江出县界处为最低点，海拔356米，相对高差 1322米。镇宁是一个典型的山区县，山地面积1098平方千米，占全县总面积63.91%；丘陵面积157.8平方千米，占全县总面积9.19%。岩溶地貌分布广，占全县总面积60%以上，是贵州省岩溶地貌发育最典型的地区之一。境内大小河流31条，总长518多公里，径流总量9.3亿立方米。

### 气候
属亚热带湿润季风气候，具有冬无严寒，夏无酷暑，雨热同季，湿暖共节等特点。地域性温差较大，自北而南，气温随海拔降低而升高，跨南亚热带、中亚热带、北亚热带及暖温带等多个垂直气候带，降水量则相反。
- 全年平均气温16.2℃，最冷月（元月）平均气温6.5℃，最热月（7月）平均气温23.7℃
- 年无霜期达297-345天
- 年日照时数为1142小时
- 年平均降水量1277毫米，下半年的降雨量占全年的82.9﹪
- 积温5443.4—6755.2℃

## 自然资源
境内水能，矿产，低热河谷资源丰富。

### 水能
境内河流众多，落差高，可开发量为17.78万千瓦，是全国100个电气化县之一，
建有：王二河水库，白马水库，桂家湖水库，红旗水库。

### 矿产
- 锑矿50万吨，
- 铅锌汞矿4.4万吨，
- 重晶石3303万吨，
- 大理石1万立方米，
- 煤炭储量42.02亿吨。

## 行政区划
镇宁布依族苗族自治县下辖5个街道办事处、8个镇、3个乡：
白马湖街道、环翠街道、双龙山街道、丁旗街道、宁西街道、黄果树镇、江龙镇、马厂镇、良田镇、扁担山镇、募役镇、本寨镇、六马镇、沙子乡、革利乡和简嘎乡。

## 人文社会

### 特产
特产有“波波糖”、“牛肉干”“六马狗肉”（2004年被评为贵州名菜名点风味小吃之一）等。每年早春收获的樱桃更是有江南果后之誉。

### 风味小吃
（早市）油炸鸡蛋糕，瀑布鱼。

### 宗教
主要信奉佛教，少量信奉基督教。
- 寺庙

在县城北街周武山有座佛教寺庙，是镇宁人每逢节气游玩上香的主要场所。
- 教堂

在县城南街有座天主教堂，为外国神父修建，用矩形大石块砌建而成，教堂旁有株上百年的铁树。

## 教育卫生

### 学校
- 安顺市民族师范学校（高等职业师范院校）
- 镇宁民族中学（普通高中）镇宁第一高级中学
- 镇宁第一中学（初级中学），镇宁职业中学（职中），城关镇锦屏中学（初级中学）
- 县实验小学、城关一小、城关二小、城关三小、景贤小学（公立小学），特殊学校

### 医疗机构
- 镇宁自治县人民医院
- 镇宁自治县中医院

## 交通运输

### 公路
- 贵黄公路（ 320国道）
- 镇胜高等级公路

### 铁路
隆昌-百色铁路（拟建）

### 码头
北盘江坝草码头（在建）

## 经济
全县生产总值(GDP)为112504万元，人均GDP3195元（2005年），属国家级贫困县。
- 由于境内有黄果树瀑布（距县城15千米），临近天星桥石林景区（距县城20千米）、龙宫地下溶洞风景区（距县城25千米），近年来大兴旅游业。
- 利用重晶石资源，建成了亚洲最大的钡盐厂，并于2001年组建“红蝶钡盐”股份公司成功上市。
- 酒工业为镇宁县传统产业，建有黄果树窖酒厂。其品牌“黄果树”牌白酒曾荣获“贵州名牌产品奖”、“全国食品博览会金奖”、“全国旅游产品金奖”、“美国哥伦比亚国际金奖”等称号，远销至中国东北，日本，韩国，美国等地区，但后因国营黄果树窖酒厂经营不善，市场导向不强，政府引导不力，以及当时（上世纪8，90年代）中国国内酒行业的情势变化，导致国营黄果树窖酒厂频临破产，由此影响到县域众多私人酒生产小作坊的白酒滞销，生存困难，纷纷倒闭，对地方经济造成一定程度打击。同时期，贵州酒行业由于种种原因也陷入困境，从此，县域酒行业进入萎靡，之后政府虽大力提振，但仍难见起色，迫于难以为继，原黄果树窖酒厂于2004年重组为贵州黄果树酒业有限责任公司。
- 境内大部分地区种有油菜，六马地区栽种有大量桐油树，油脂产业也成为县域内一大经济产业，但经营分散。
- 波波糖为镇宁县特产，因而有众多波波糖私人加工企业，但都局限于私人小作坊，规模较小，未有较大的品牌及企业。

## 旅游
境内喀斯特地貌特征明显，多溶洞、地下河、瀑布、泉水，堪称喀斯特王国，是贵州省岩溶地貌发育最典型的地区之一，具有独特的喀斯特风光。
- 黄果树瀑布在县域范围，国家级风景名胜区——龙宫距县城22公里，东接紫云格凸河景区，南连黔西南马岭河峡谷景区，西进关岭花江大峡谷，北邻六盘水卢家洞群和普定夜郎湖等景区。
- 城关镇范围内的犀牛洞、双明洞久负盛名，即将投资修建的白马湖森林公园。
- 扁担山乡的夜郎洞景区，洞口外筑有一个上万平方米的湖泊，有水上宾馆、夜郎别墅、环湖廊亭。
- 南部打帮河流域有原始森林和孟获屯、孔明塘等遗迹。
- 镇宁自治县是多民族聚居县，布依族和苗族人口占总人口的60%以上。少数民族的传统节日、风俗习惯、民族歌舞、服饰及手工艺品等构成为多姿多彩的民俗旅游资源 。